# Seznam ruskih smučarjev
Seznam ruskih smučarjev.

## A
- Nikita Alehin
- Olesja Alijeva
- Ksenija Alopina
- Aleksander Andrienko

## B
- Marija Bedareva
- Vasilij Bezsmelnicin
- Vladislava Burejeva

## C
- Valerij Ciganov

## F
- Andrej Filičkin

## G
- Svetlana Gladiševa
- Valentina Golenkova
- Anastasija Gornostajeva
- Dagib Gulijev

## H
- Aleksander Horošilov

## J
- Jelena Jakovišina
- Simon Jefimov

## K
- Nikita Kazazaev
- Anastasija Kedrina
- Ivan Kuznecov

## M
- Sergej  Majtakov
- Ivan Muravjev

## P
- Julija Pleškova
- Anastasija Popkova
- Aleksandra Prokopjeva
- Jelena Prosteva

## R
- Anastasija Romanova

## S
- Jevgenija Sidorova (1930-2003)
- Anastazija Silanteva
- Ana Sorokina

## T
- Jekaterina Tkačenko
- Pavel Trihičev

## Z
- Stepan Zuev

## Ž
- Aleksander Žirov